# Benedykta Hyŏng Kyŏng-nyŏn
Św. Benedykta Hyŏng Kyŏng-nyŏn (ko. 현경련 베네딕타) (ur. 1794 w Seulu, zm. 29 grudnia 1839 tamże) – święta Kościoła katolickiego, męczennica.
Jej ojciec Hyŏn Kye-hŭm był katolickim męczennikiem z 1801 roku. Po 3 latach małżeństwa zmarł jej mąż. Ponieważ nie miała dzieci wróciła do domu matki. Prowadziła pobożne życie poświęcone modlitwie i medytacji, za co była podziwiana przez otoczenie. Zarabiała szyjąc, ale następnie rozdawała pieniądze potrzebującym. Podczas wizyt misjonarzy w jej domu gromadzili się katolicy. Została aresztowana w czasie prześladowań. Ponieważ była starszą siostrą Karola Hyŏn Sŏng-mun, o którym władze wiedziały, że odgrywał ważną rolę jako pomocnik misjonarzy, była okrutnie torturowana w celu zmuszenia jej do zdradzenia miejsca ukrywania się brata. Ponadto w więzieniu zachorowała na cholerę. Została ścięta razem z 6 innymi katolikami (Barbarą Cho Chŭng-i, Magdaleną Han Yŏng-i, Piotrem Ch’oe Ch’ang-hŭb, Elżbietą Chŏng Chŏng-hye, Barbarą Ko Sun-i i Magdaleną Yi Yŏng-dŏk) w Seulu w miejscu straceń za Małą Zachodnią Bramą 29 grudnia 1839 roku.
Dniem jej wspomnienia jest 20 września (w grupie 103 męczenników koreańskich).
Beatyfikowana 5 lipca 1925 roku przez Piusa XI, kanonizowana 6 maja 1984 roku przez Jana Pawła II w grupie 103 męczenników koreańskich.